# Fly Like an Eagle
"Fly Like an Eagle" is een nummer van de Amerikaanse band Steve Miller Band. Het nummer werd uitgebracht op hun gelijknamige album uit 1976. Op 13 augustus van dat jaar werd het nummer uitgebracht als de derde en laatste single van het album.

## Achtergrond
"Fly Like an Eagle" is geschreven en geproduceerd door frontman Steve Miller. Het nummer werd voor het eerst live gespeeld in 1973 tijdens een concert in New York. In 1976 werd het nummer opgenomen als titeltrack voor het negende studioalbum van de band. Dit nummer wordt meestal samen gespeeld met "Space Intro", een kort instrumentaal nummer bedoeld als introductie van het album.
Een in 1973 opgenomen versie "Fly Like an Eagle" ging meer de blueskant op dan de door funk geïnspireerde verschenen versie. In plaats van de synthesizer werd in deze versie de gitaar gebruikt als het meest voorname instrument. De tekst van het nummer is enigszins aangepast. De uiteindelijk verschenen versie is een eerbetoon aan het nummer "Slippin' into Darkness" van de band War. Deze versie bevat een gitaarriff die in 1969 al op het nummer "My Dark Hour" in een ietwat andere vorm te horen was.
"Fly Like an Eagle" werd een grote hit en bereikte de tweede plaats in de hitlijsten in zowel de Verenigde Staten als in Canada. In Nederland kwam het nummer respectievelijk tot de plaatsen 27 en 21 in de Top 40 en de Nationale Hitparade. Een coverversie van Seal werd uitgebracht op de soundtrack van de film Space Jam uit 1996. Volgens Seal vroeg producer Dominique Trenier hem om het op te nemen en belde Steve Miller hem ooit op om te vertellen dat hij het de beste cover van het nummer vond. Zijn versie bereikte de dertiende plaats in het Verenigd Koninkrijk en de tiende plaats in de Verenigde Staten.
Andere artiesten die "Fly Like an Eagle" hebben gecoverd, zijn onder anderen The Neville Brothers (66e plaats in de Nederlandse Mega Top 100 in 1992), Phish, Polvo en Portugal. The Man. Het nummer is ook veel gesampled, onder meer door Nate Dogg, EPMD, Biz Markie, Limp Bizkit en Vanilla Ice.

## Hitnoteringen

### Nederlandse Top 40
| Hitnotering: 18-07-1976 t/m 16-10-1976 | Hitnotering: 18-07-1976 t/m 16-10-1976 | Hitnotering: 18-07-1976 t/m 16-10-1976 | Hitnotering: 18-07-1976 t/m 16-10-1976 | Hitnotering: 18-07-1976 t/m 16-10-1976 | Hitnotering: 18-07-1976 t/m 16-10-1976 | Hitnotering: 18-07-1976 t/m 16-10-1976 |
| Week                                   | 1                                      | 2                                      | 3                                      | 4                                      | 5                                      |                                        |
| -------------------------------------- | -------------------------------------- | -------------------------------------- | -------------------------------------- | -------------------------------------- | -------------------------------------- | -------------------------------------- |
| Positie                                | 31                                     | 27                                     | 30                                     | 37                                     | 39                                     | uit                                    |

### Nationale Hitparade
| Hitnotering: 11-09-1976 t/m 02-10-1976 | Hitnotering: 11-09-1976 t/m 02-10-1976 | Hitnotering: 11-09-1976 t/m 02-10-1976 | Hitnotering: 11-09-1976 t/m 02-10-1976 | Hitnotering: 11-09-1976 t/m 02-10-1976 | Hitnotering: 11-09-1976 t/m 02-10-1976 |
| Week                                   | 1                                      | 2                                      | 3                                      | 4                                      |                                        |
| -------------------------------------- | -------------------------------------- | -------------------------------------- | -------------------------------------- | -------------------------------------- | -------------------------------------- |
| Positie                                | 27                                     | 21                                     | 21                                     | 30                                     | uit                                    |

### NPO Radio 2 Top 2000
| Nummer met noteringen in de NPO Radio 2 Top 2000 | '99 | '00 | '01 | '02 | '03 | '04 | '05  | '06 | '07  | '08 | '09  | '10 | '11 | '12  | '13  | '14  | '15  | '16  | '17  | '18  | '19  | '20  | '21  | '22  | '23  |
| ------------------------------------------------ | --- | --- | --- | --- | --- | --- | ---- | --- | ---- | --- | ---- | --- | --- | ---- | ---- | ---- | ---- | ---- | ---- | ---- | ---- | ---- | ---- | ---- | ---- |
| Fly Like an Eagle                                | 788 | 697 | 897 | 719 | 749 | 729 | 1038 | 780 | 1064 | 829 | 1015 | 935 | 871 | 1009 | 1320 | 1386 | 1637 | 1390 | 1368 | 1370 | 1573 | 1626 | 1739 | 1933 | 1899 |

1. ↑  Een vetgedrukt getal geeft de hoogste notering aan.
2. ↑  Deze tabel is bijgewerkt tot en met de laatste editie (2024).